# Lcd-spel

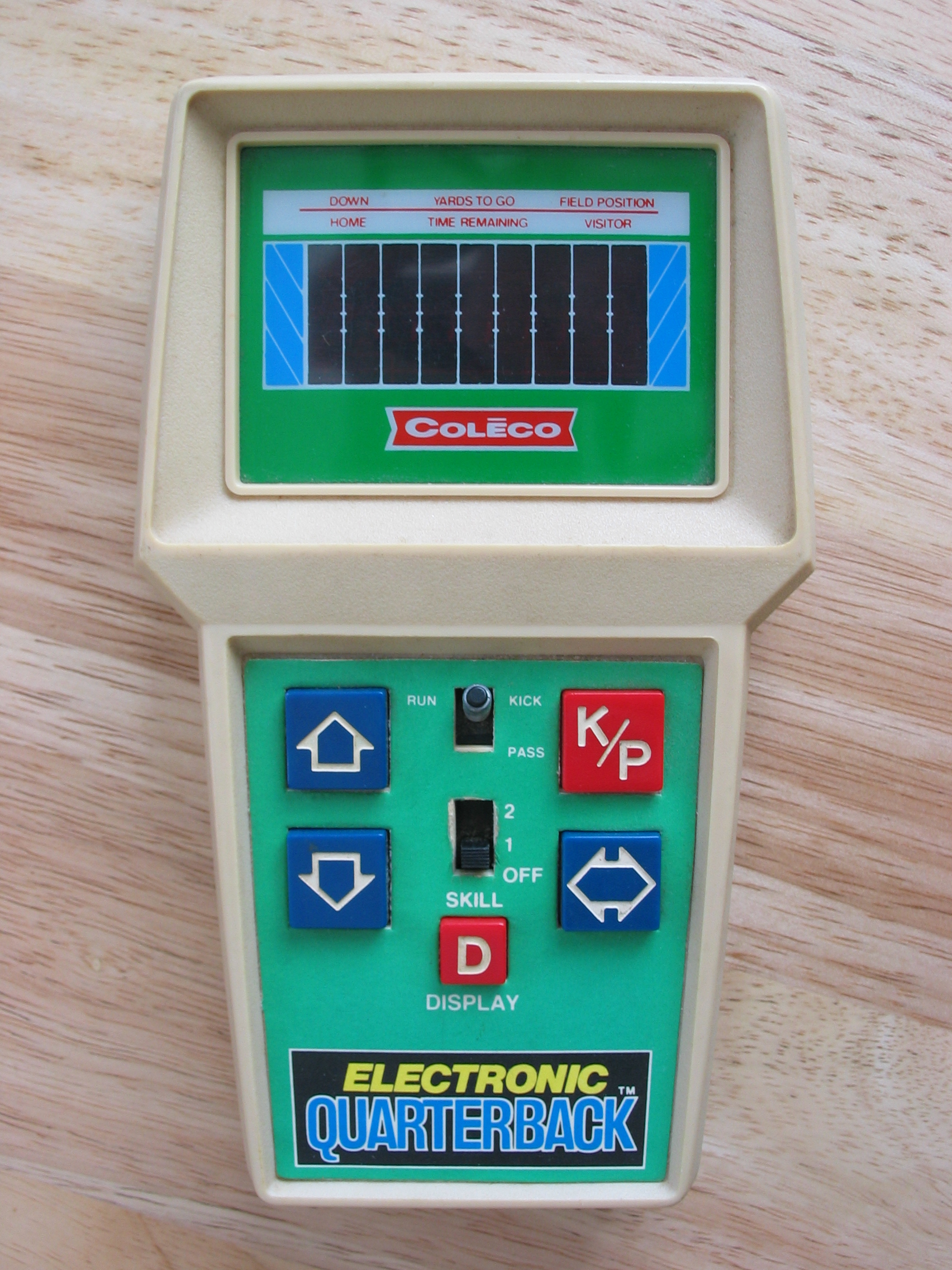
Het lcd-spel "Electronic Quarterback" (1978)

Een lcd-spel is een zeer klein, handzaam en draagbaar elektronisch apparaat om interactieve videospellen te spelen. Vaak betreft het een geminiaturiseerde versie van een bekend computerspel. De besturingsknoppen, het scherm en de luidsprekers maken allen deel uit van één en dezelfde behuizing.
In plaats van een scherm voor algemeen gebruik, opgebouwd uit een masker van beeldpunten, bestaan het spel gewoonlijk uit een specifiek ontworpen (c.q. aangepast) scherm om slechts één spel te kunnen spelen.
Dankzij deze sterke vereenvoudiging kan het zo klein als een digitaal horloge worden gemaakt.
De visuele weergave van deze spellen strekt zich uit van enkele kleine gloeilampen of leds tot aan alfanumerieke schermen, vergelijkbaar met een rekenmachine.
Later werden deze meestal vervangen door lcd's en VFD's met gedetailleerde beelden en, in het geval van VFD-spellen, ook kleur.
Deze handzame elektronische lcd-spellen waren zeer populair vanaf de tweede helft van de jaren 1970 tot aan het eind van de jaren 1980. Zij zijn zowel de voorloper van als wel een goedkoop alternatief voor de modernere draagbare spelcomputer.
Door het gebruik van specifiek aangepaste beelden in lcd- en VFD-spellen hebben deze een grotere mate van detail dan de enigszins blokkerige, uit beeldpunten opgebouwde weergave van computerschermen, maar niet zonder de hierbij behorende nadelen.
Een nadeel is dat alle graphics een vaste plaats op het scherm hebben en elke mogelijke plek en spelstatus moet dus vooraf worden ingesteld zonder enige mogelijkheid tot overlapping. Dit is gewoonlijk zichtbaar wanneer het spel gereset wordt. De illusie van beweging wordt gecreëerd door objecten opeenvolgend te laten oplichten tussen hun mogelijke spelstaten.
De achtergronden voor deze spellen worden gevormd door statische afbeeldingen gelegen achter de "bewegende" graphics die, wanneer zij niet in gebruik zijn transparant zijn.
Gedeeltelijk veroorzaakt door deze beperkingen, was de gameplay van vroege lcd-spellen vaak enigszins rauwer dan van hun op led gebaseerde voorgangers. Nieuwe spellen worden nog steeds gemaakt en de meeste zijn gebaseerd op relatief eenvoudige kaart- en bordspelen.
De Game & Watch-lijn van Nintendo is het bekendste voorbeeld van elektronische lcd-spellen. Ook andere fabrikanten, waaronder Bandai, Casio, Coleco, Entex, Epoch, Gakken, Mattel en Tiger Electronics maakten populaire lcd-spellen en deze waren vaak gebaseerd op succesvolle computerspellen uit de speelhal.